# Öresun Han
Koordinaten: 38° 28′ 15″ N, 34° 12′ 11″ O
Der Öresun Han (türkisch Öresun Hanı), auch Öresin Han  oder Tepesidelik Han, ist eine seldschukische Karawanserei in der Gemarkung Bebek, im zentralen Bezirk der Provinz Aksaray in Anatolien.

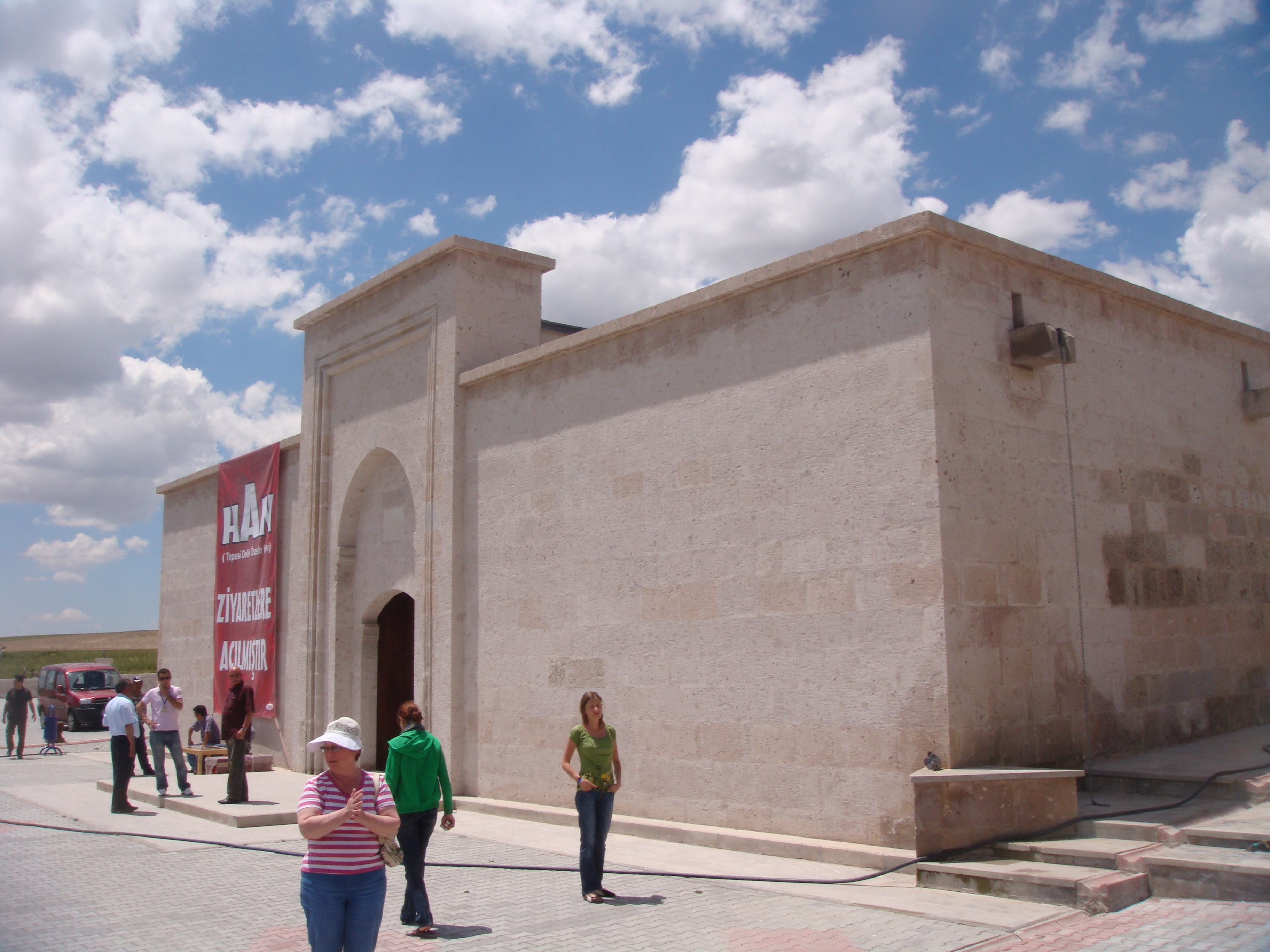
Öresun Han Kervansaray; 12. Jh

## Lage
Der Öresun Han liegt nördlich der Straße D 300 von Aksaray nach Nevşehir, ungefähr dreißig Kilometer von Aksaray entfernt und ungefähr 55 Kilometer von Nevşehir. Bei seiner Entstehung war er Teil der Karawanenstraße von Konya nach Kayseri. Er befindet sich zwischen zwei weiteren Hans auf dieser Straße, in Richtung Nevşehir der Alayhan (ca. sechs Kilometer entfernt) und Richtung Aksaray der Ağzıkarahan (ca. zwölf Kilometer entfernt), was die Bedeutung der damaligen Route unterstreicht.

## Name
Der Han wird heute Öresun Hanı, aber auch Oresin  Hanı, Öresin  Hanı oder im Volksmund wegen des seinerzeit eingestürzten Daches Tepesi delik Han ("Der Han, dessen Dach ein Loch hat") genannt. Es gibt keine Quellen aus der Seldschukenzeit, die den Namen des Hans belegen, es ist anzunehmen, dass die heute gebräuchlichen Namen erst in der osmanischen Zeit verwendet wurden.

## Geschichte
Lange Zeit wurde vermutet, der Bau sei Ende des 13. Jahrhunderts entstanden. Ein Stifter des Hans war nicht überliefert. Mit dem Ende der Seldschukenherrschaft verlor die Karawanserei an Bedeutung und verfiel allmählich. Da der Han abseits von Siedlungen lag, wurde er nicht als Steinbruch für andere Gebäude genutzt (wie zum Beispiel der Eğirdir-Han). Im 20. Jahrhundert blieben nur noch einige Außenbögen und -wände stehen, das Portal sowie die Kuppel waren zerstört.
2007 beschloss die Konya-Regionaldirektion die Renovierung des Hans. Im gleichen Jahr wurde unter den Trümmern eine Marmorplatte gefunden, die auf die Erbauung des Hans hinwies. Die deutsche Übersetzung der Inschrift lautet Malik Sultan Schah, Sohn von Kılıç Arslan, der Sohn des Schah und großen Sultans Mas'ud, hat den Bau dieses Hans in seiner Regierungszeit 584 nach der Hidschra befohlen. Die Platte befindet sich jetzt oberhalb des Portals.

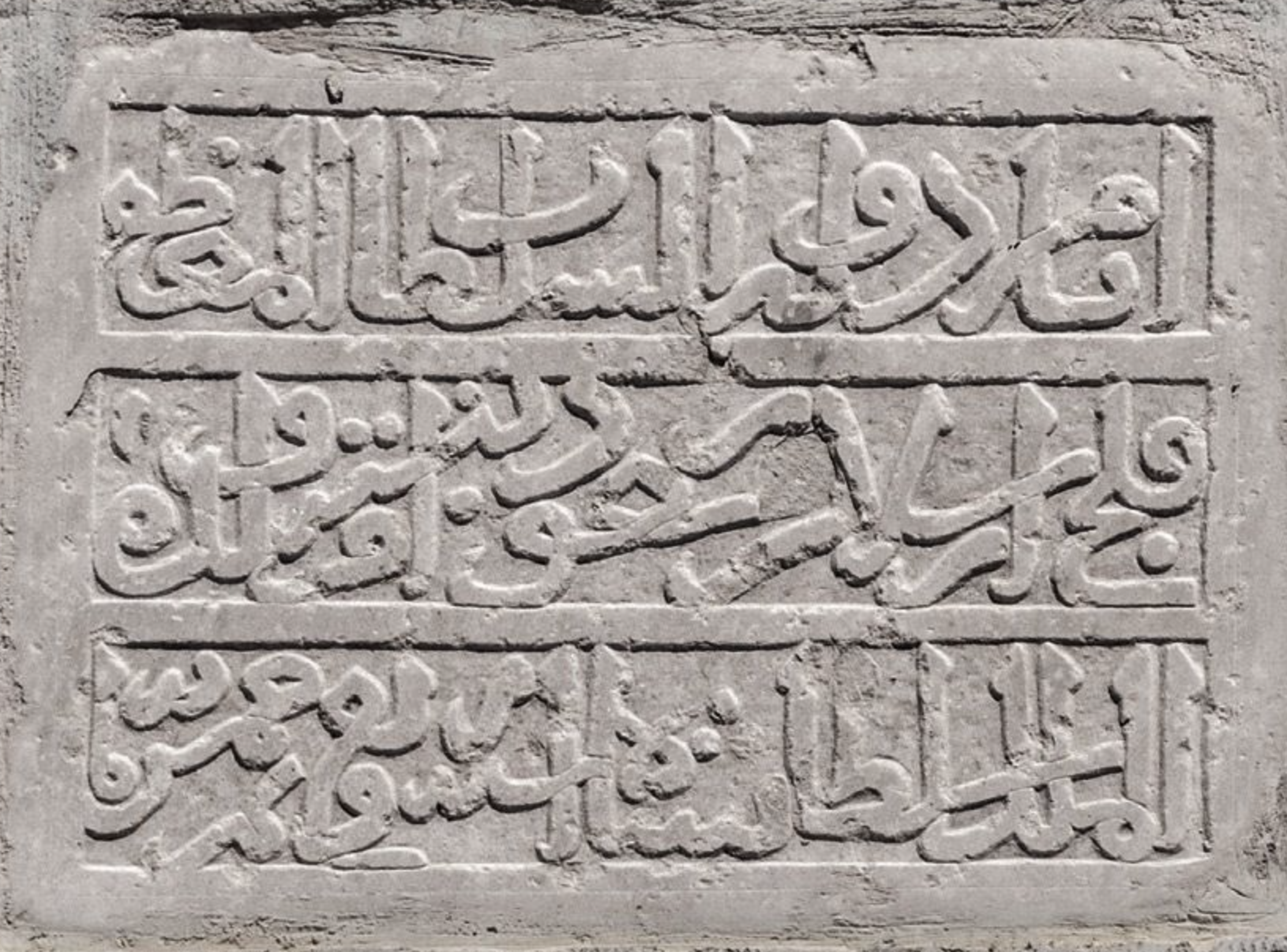
Öresun Han, Inschrift des Stifters

So wurde das Baujahr auf 1188 (entspricht 584 des islamischen Kalenders) festgelegt und als Stifter der zweitälteste Sohn von Kılıç Arslan II., Malik Schah, genannt. Mittlerweile gibt es Zweifel an der Inschrift; so ist die letzte Ziffer nicht eindeutig lesbar und es gibt auf Grund der Kalligraphie verschiedene Übersetzungsmöglichkeiten der Inschrift. Allgemein gilt heute die Regierungszeit von Sultan Kılıç Arslan II. von 1156 bis 1192 als Entstehungszeitraum für den Han. Die Renovierung wurde 2010 beendet und am 17. Oktober 2010 wurde der Han als Gasthof für Touristen eröffnet.

## Architektur
Der Öresun Han besteht aus einem bebauten, circa 25 m breiten und 34 m langen Rechteck, das vollständig überdacht ist. Es fehlt der typische Innenhof. Das Eingangsportal zeigt Richtung Südosten.
Vom Eingangsportal geht das Hauptschiff bis zum Ende der Nordostwand. Das Hauptschiff ist ungefähr zwei Meter höher als die Seitenschiffe. In der Mitte des Hans läuft das Querschiff von Ost nach West. An ihrem Schnittpunkt befindet sich eine Kuppel.
Die Anordnung der Seitenschiffe ist für einen Seldschuken-Han ungewöhnlich: Sie sind von allen Seiten zugänglich; die Tonnengewölbe werden von 24 Säulen gestützt (siehe Skizze).
Ein ähnlicher Aufbau findet sich nur noch im Çay Han in Çay.

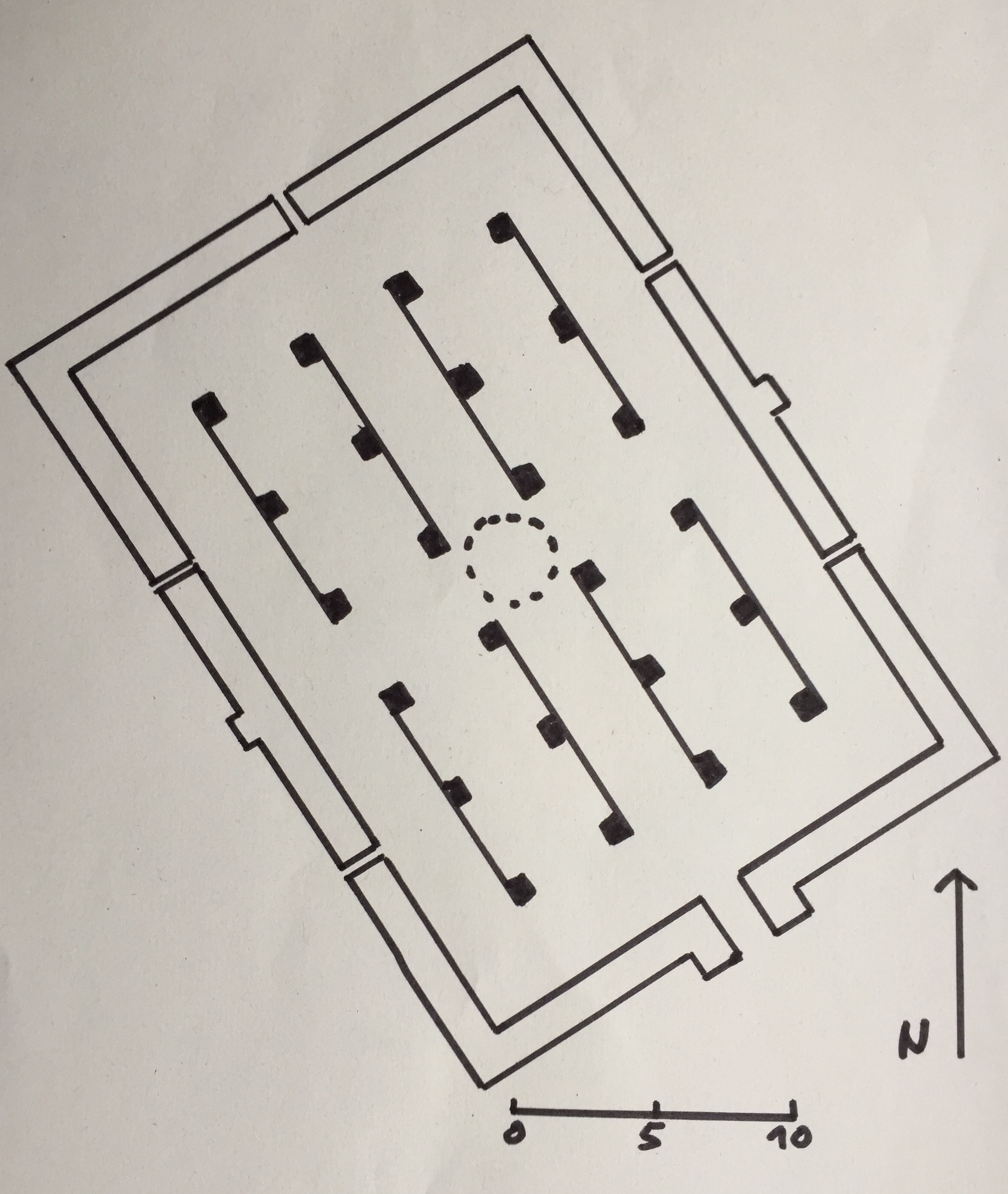
Grundriss des Öresun Han.

Außergewöhnlich sind auch die runden Bögen und das Gewölbe im Han. Während die Bögen normalerweise leicht spitz zulaufen, befinden sich im Öresun Han runde Bögen. Man führt dies darauf zurück, dass für den Bau Steine aus einem in der Nähe befindlichen byzantinischen Bauwerk verwendet wurden; so befand sich in Kalebalta (nördlich des Han) eine Befestigung der Byzantiner. Im hinteren Bereich sind Spolien mit eingeritzten Rosettenkreuzen verbaut, die aus zerstörten Kirchen des 5. bis 7. Jahrhunderts stammen.
Die Mauern bestanden aus zwei Wänden, deren Zwischenraum mit Mörtel und Schutt gefüllt wurde. Sie waren dünner als bei anderen Seldschuken-Hans.
Fünf kleine Fensterschlitze in der Mitte der Nordwand und jeweils zwei an der Ost- und Westseite sorgen für Tageslicht. Die Kuppel, die nicht mehr original restauriert wurde, hatte vermutlich auch Fenster.
Durch die Renovierung 2007 bis 2010 wurde das Aussehen des Hans verändert. Die Außenwände wurden erneuert, verdickt und mit Kalksandstein verkleidet. Dabei wurden auch die Fassaden erhöht, so dass es von außen wirkt, als hätte der Han in jeder Himmelsrichtung einen Zugang.
Vom ehemaligen Eingangsportal war nichts übrig, es wurde komplett erneuert. In den Schuttresten fanden sich keine Spuren der typischen seldschukischen Muqarnas-Verzierung. Auch andere Verzierungen wurden nicht gefunden.
Statt einer runden Kuppel wurde bei der Restaurierung eine pyramidenähnliche achteckige Spitzkuppel aufgesetzt.
Vor dem Eingang wurden Überreste eines Brunnens sowie Spuren von Hütten gefunden.